# Toxopsoides erici
Espèce
Toxopsoides erici est une espèce d'araignées aranéomorphes de la famille des Toxopidae.

## Distribution
Cette espèce est endémique d'Australie. Elle se rencontre dans l’Est de la Nouvelle-Galles du Sud et dans l’extrême Sud-Est du Queensland.

## Description
La femelle holotype mesure 5,10 mm et le mâle paratype 5,19 mm.

## Étymologie
Cette espèce est nommée en l'honneur de Eric Smith, le père de Helen Motum Smith.

## Publication originale
- Smith, 2013 : The spider genus Toxopsoides (Araneae: Desidae: Toxopinae): new records and species from Australia. Proceedings of the Linnean Society of New South Wales, vol. 135, p. 19-43.